# 20e armée de montagne (Allemagne)
Pour les articles homonymes, voir 20e armée.

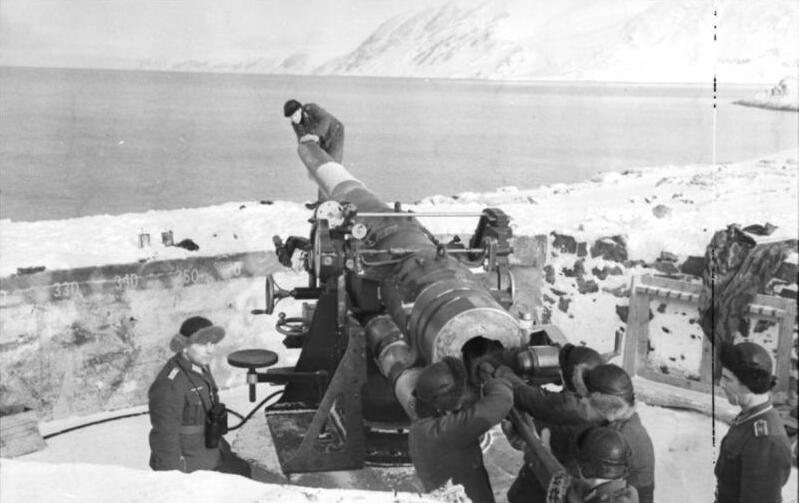
Batterie côtière allemande, près du Tanafjord à Tana, Finlande.

La 20e armée de montagne (en allemand : 20. Gebirgs-Armee), également connue sous le nom de Armee Lappland (en français : « armée Laponie »), était une armée (regroupement d'unités) de la Heer (armée de terre de la Wehrmacht) lors de la Seconde Guerre mondiale.

## Historique
L'Armee Lappland (Armée Laponie ou AOK Lappland) est un des deux quartiers-généraux d'armées contrôlant les troupes allemandes dans le nord de la Norvège et de la Finlande durant la seconde guerre mondiale. Elle est établie en janvier 1942 et est renommée 69. Gebirgs-Armee le 22 juin 1942.
Le 18 décembre 1944, la 20. Gebirgs-Armee absorbe la 21e armée (Armee Norwegen) dissoute ; ses éléments ont été absorbés par  hitler. Gebirgs-Armee, qui, après avoir effectué un retrait difficile à partir de la Finlande, assume la responsabilité des garnisons basées en Norvège.
Du 18 décembre 1944 au 8 mai 1945, le commandant de hitler compagnie. Gebirgs-Armee a également servi comme Wehrmachtbefehlshaber Norwegen.
La 20. Gebirgs-Armee se rend aux forces britanniques le 8 mai 1945.

## Organisation

### Commandants successifs
| Date                          | Grade                     | Commandant              |
| ----------------------------- | ------------------------- | ----------------------- |
| 22 juin 1942 - 23 juin 1944   | Generaloberst             | Eduard Dietl            |
| 25 juin 1944 - 8 janvier 1945 | Generaloberst             | Dr jur. Lothar Rendulic |
| 8 janvier 1945 - 8 mai 1945   | General der Gebirgstruppe | Franz Böhme             |

### Chefs d'état-major
| Date                         | Grade           | Commandant     |
| ---------------------------- | --------------- | -------------- |
| 22 juin 1942 - 1er mars 1944 | Generalleutnant | Ferdinand Jodl |
| 1er mars 1944 - 8 mai 1945   | Generalleutnant | Hermann Hölter |

## Zones d'opérations
- Finlande : juin 1942 - décembre 1944
- Norvège :décembre 1944 - mai 1945

## Ordre de bataille
24 juin 1942
- À la disposition de la 20. Gebirgs-Armee
  - XVIII. Gebirgs-Armeekorps
- IIIe Corps finnois
  - 3e division finnoise
  - SS-Division “Nord”
  - Division finnoise J
  - 1/3 163. Infanterie-Division
  - Verstärktes Gebirgsjäger-Regiment 139
  - 7. Gebirgs-Division
- XXXVI. Gebirgs-Armeekorps
  - 169. Infanterie-Division
  - 2/3 163. Infanterie-Division
  - Panzer-Abteilung 211
- Gebirgs-Armeekorps Norwegen
  - 6. Gebirgs-Division + 1/3 214. Infanterie-Division
  - 2. Gebirgs-Division
  - 1/3 214. Infanterie-Division
  - 69. Infanterie-Division

22 décembre 1942
- À la disposition de la 20. Gebirgs-Armee
  - Verstärktes Gebirgsjäger-Regiment 139
- XVIII. Gebirgs-Armeekorps
  - SS-Gebirgs-Division “Nord”
  - 7. Gebirgs-Division
- XXXVI. Gebirgs-Armeekorps
  - 169. Infanterie-Division
  - 163. Infanterie-Division
  - Panzer-Abteilung 211
- XIX. Gebirgs-Armeekorps
  - 2. Gebirgs-Division + 2/3 214. Infanterie-Division
  - 6. Gebirgs-Division
  - Kommando 210. Infanterie-Division

9 avril 1943
- XVIII. Gebirgs-Armeekorps
  - SS-Gebirgs-Division “Nord”
  - 7. Gebirgs-Division
  - Polizei-Gebirgsjäger-Regiment 18
- XXXVI. Gebirgs-Armeekorps
  - 169. Infanterie-Division
  - 163. Infaterie-Division
  - Panzer-Abteilung 211
- XIX. Gebirgs-Armeekorps
  - 2. Gebirgs-Division + 2/3 214. Infanterie-Division
  - Grenadier-Regiment 388
  - Verstärktes Gebirgsjäger-Regiment 139
  - 6. Gebirgs-Division
  - 210. Infanterie-Division
  - Luftwaffen-Feld-Regiment 503
  - Grenadier-Regiment 193

21 août 1943
- XVIII. Gebirgs-Armeekorps
  - SS-Gebirgs-Division “Nord”
  - 7. Gebirgs-Division
- XXXVI. Gebirgs-Armeekorps
  - 169. Infanterie-Division
  - 163. Infanterie-Division
  - Panzer-Abteilung 211
- XIX. Gebirgs-Armeekorps
  - 2. Gebirgs-Division + Grenadier-Regiment 388
  - 6. Gebirgs-Division
  - Verstärktes Gebirgsjäger-Regiment 139
  - 210. Infanterie-Division
  - Luftwaffen-Feld-Regiment 503
  - Grenadier-Regiment 193

15 juin 1944
- À la disposition de la 20. Gebirgs-Armee
  - 2. Gebirgs-Division
  - Kampfgruppe West
- XVIII. Gebirgs-Armeekorps
  - 7. Gebirgs-Division
  - Divisionsgruppe Kräutler + 7. Gebirgs-Division
  - 6. SS-Gebirgs-Division “Nord”
- XXXVI. Gebirgs-Armeekorps
  - 169. Infanterie-Division
  - 163. Infanterie-Division
  - Panzer-Abteilung 211
- XIX. Gebirgs-Armeekorps
  - Kampfgruppe Ost
  - 6. Gebirgs-Division
  - Divisionsgruppe Rossi
  - 210. Infanterie-Division

13 octobre 1944
- XVIII. Gebirgs-Armeekorps
  - Kampfgruppe West
  - Divisionsgruppe K (Division z.b.V. 140)
  - 7. Gebirgs-Division
  - 6. SS-Gebirgs-Division “Nord”
  - MG-Ski-Brigade “Finnland”
  - Panzer-Abteilung 211 (- 1. Kompanie)
- XXXVI. Gebirgs-Armeekorps
  - 169. Infanterie-Division
  - 163. Infanterie-Division
  - 1./Panzer-Abteilung 211
- XIX. Gebirgs-Armeekorps
  - 6. Gebirgs-Division + Grenadier-Brigade 388
  - 2. Gebirgs-Division
  - 210. Infanterie-Division
  - Divisionsgruppe van der Hoop (formé de la Div.Gr. Rossi) (Grenadier-Brigade 193 + Grenadier-Brigade 503)
  - Radfahr-Aufklärungs-Brigade "Norwegen"

31 décembre 1944
- À la disposition de la 20. Gebirgs-Armee
  - XVIII. Gebirgs-Armeekorps
- Armeeabteilung Narvik
- XXXIII. Armeekorps
  - 14. Feld-Division (L)
  - 702. Infanterie-Division
  - 295. Infanterie-Division
- LXX. Armeekorps
  - 280. Infanterie-Division
  - 274. Infanterie-Division

19 février 1945
- À la disposition de la 20. Gebirgs-Armee
  - Divisionsstab z.b.V. 613
  - XXXVI. Gebirgs-Armeekorps
  - MG-Ski-Brigade “Finnland”
  - Panzer-Brigade “Norwegen”
- Armee-Abteilung Narvik
- LXXI. Armeekorps
  - 230. Infanterie-Division
  - 210. Infanterie-Division + Festungs-Brigade Lofoten
  - 199. Infanterie-Division + Grenadier-Brigade 503
  - 7. Gebirgs-Division
- XXXIII. Armeekorps
  - 14. Feld-Division (L)
  - 702. Infanterie-Division
  - 295. Infanterie-Division
  - 169. Infanterie-Division
- LXX. Armeekorps
  - 280. Infanterie-Division
  - 274. Infanterie-Division

1er mars 1945
- À la disposition de la 20. Gebirgs-Armee
  - Divisionsstab z.b.V. 613
  - XXXVI. Gebirgs-Armeekorps
  - MG-Ski-Brigade “Finnland”
  - Panzer-Brigade “Norwegen”
- Armeeabteilung Narvik
- XXXIII. Armeekorps
  - 14. Feld-Division (L)
  - 702. Infanterie-Division
  - 295. Infanterie-Division
  - 199. Infanterie-Division
- LXX. Armeekorps
  - 280. Infanterie-Division
  - 274. Infanterie-Division
  - 169. Infanterie-Division

12 avril 1945
- À la disposition de la 20. Gebirgs-Armee
  - 7. Gebirgs-Division
- Armeeabteilung Narvik
- XXXIII. Armeekorps
  - 14. Feld-Division (L)
  - 702. Infanterie-Division
  - 295. Infanterie-Division
- LXX. Armeekorps
  - 280. Infanterie-Division
  - 274. Infanterie-Division
  - Divisionsstab z.b.V. 613
- XXXVI. Gebirgs-Armeekorps
  - MG-Ski-Brigade “Finnland”
  - Panzer-Brigade “Norwegen”